# Бела топола
Бела топола (лат. Populus alba) је дводомо листопадно дрво из породице врба (лат. Salicaceae). Спада у подкласу Dilleniidae.

## Опис
Бела топола је дрвенаста листопадна биљка, беле коре, висине до 35 метара. Формира округлу, широку крошњу, која ретко може имати пирамидалан облик.
На стаблу се уочавају лентицеле рђастоцрвене боје. Као заштиту, зрело стабло при дну формира веома испуцалу мртву кору, црвенкастосмеђе боје. Младе гране су прекривене густим, беличастим длакама. На гранама се формирају округле лентицеле и образују смеђи пупољци, јајастог облика.
На кратким изданцима се развијају ситнији листови, дужине 4-7 цм, мање-више округласти или јајасти, клинасте, ређе срцасте базе, обло вијугави по ободу. Са лица су тамнозелени и сјајни, а са наличја светлији. На дугачким изданцима се образују већи листови, дужине до 15 цм, прстасто дељени на три или пет режњева, назубљени по ободу. И ови листови су са лица тамнозелени, а са наличја сребрнастобели.
Листови, док су млади, су густо бело длакави са обе стране (абаксијални и адаксијални епидермис), а сазревањем се длаке задржавају само са стране наличја (абаксијални епидермис). Одатле потиче светлија боја епидермиса наличја.
Листови се налазе на лисним дршкама, које су код листова на кратким изданцима дуги 3 цм, а код листова на дугим изданцима могу бити и дуже од 6 цм. Распоред листова је наизменичан (спиралан).
Бела топола је дводома биљка; мушки и женски цветови се формирају на одвојеним индивидуама. Цвета пре листања, у рано пролеће, у период од марта до априла. Ова појава цветања биљке пре њеног листања се означава као каулирлорија.
И једни и други цветови су сакупљени у длакаве ресе, такозване „маце“. Мушки цветови су цилиндричног облика и дуги 4-7 цм. Могу имати од 7 до 10 прашника, који су са дугим црвеним антерама на врху. Женски цветови се образују у пазуху длакаве брактеје. Они су дужине 4-8 цм. Тучак је са два кратка црвена стубића и четири зеленкасто-жута режња жига. Опрашивање врши ветар (анемофилија).
Период плодоношења је од априла до маја месеца. Као плод се јавља чаура. Она се налази на краткој дршци, смеђе је боје и гола. Чаура пуца са два капка и у њој се налазе издужена, елиптична семена, обрасла длаком и у основи избраздана. Семена разноси ветар (анемохорија).
Бела топола, слично као и црна топола (лат. Populus nigra) има велики алергени потенцијал. Смола која потиче од пупољака ове тополе може узроковати дерматитис. Током маја месеца, често је за ову врсту да продукује семена, која се тада у великом броју могу наћи у ваздуху. За разлику од црне тополе, чија семена изазивају поленалергију, семена беле тополе не показују алергени потенцијал.

### Галерија слика
- Заједница беле тополе на Ади Циганлији
- Populus alba

## Станиште
Расте у поплавним шумама, често у заједници са врбом (лат. Salix), јасеном (лат. Fraxinus) и брестом (лат. Ulmus). Често се среће и на обалама река. Одговара јој песковито, сувље, али и влажно земљиште.

## Распрострањење
Бела топола је једна од најраспрострањенијих врста породице врба у Европи и код нас. Распрострањена је у централној, југоисточној и западној Европи, југозападној и централној Азији, до Кине и Јапана. Натурализована је у СAД. У Србији је веома распрострањена, највише око Дунава и његових притока.

## Употреба
Декоративна дрвенаста врста. Употребљава се у столарству, за израду намештаја, за сандуке, за добијање целулозе, у индустрији фурнира.